# 50 Cent Is the Future
Albums par G-Unit
No Mercy, No Fear
(2002)
Albums par 50 Cent
Guess Who's Back?
(2002) No Mercy, No Fear
(2002)
50 Cent Is the Future est une mixtape de G-Unit et de 50 Cent, sortie le 1er juin 2002.
Cette mixtape a été enregistrée après Power of the Dollar, l'album de 50 Cent qui n'a jamais été publié en raison de la défection de sa maison de disques, Columbia Records, à la suite de la fusillade dont a été victime le rappeur. 50 Cent s'est alors rendu au Canada avec Sha Money XL où ils ont enregistré 50 Cent Is the Future.
En 2006, le magazine XXL a classé cet opus 7e des « 10 meilleures mixtapes de tous les temps ».

## Liste des titres
| No  | Titre                                                                                 | Contient un (des) sample(s) de | Durée |
| --- | ------------------------------------------------------------------------------------- | --- | ----- |
| 1.  | U Should Be Here (Interprété par le G-Unit)                                           | | 3:33  |
| 2.  | Bump dat Street Mix (Interprété par 50 Cent et Tony Yayo)                             | | 3:06  |
| 3.  | The Banks Workout (Interprété par 50 Cent et Lloyd Banks)                             | Breathe Easy (Lyrical Exercise) de Jay-Z | 4:01  |
| 4.  | Whoo Kid/Kay Slay Shit (Interprété par 50 Cent)                                       | Crawlin de Mobb Deep | 2:33  |
| 5.  | 50 Cent Just Fucking Around (Interprété par 50 Cent)                                  | Only You (Remix) de 112 featuring The Notorious B.I.G. et Ma$e What You Want de Ma$e featuring Total                                                      | 2:12  |
| 6.  | G-Unit Soldiers (Interprété par le G-Unit)                                            | | 3:06  |
| 7.  | Got Me a Bottle (Interprété par 50 Cent et Lloyd Banks)                               | Got Me a Model de R.L. featuring Erick Sermon | 2:52  |
| 8.  | Tony Yayo Explosion (Interprété par 50 Cent et Tony Yayo)                             | Eye for a Eye (Your Beef Is Mines) de Mobb Deep featuring Nas et Raekwon                                                                                  | 2:45  |
| 9.  | Clue/50 (Interprété par 50 Cent)                                                      | | 1:30  |
| 10. | A Lil Bit of Everything U.T.P. (Interprété par le G-Unit featuring UTP et Young Buck) | | 4:09  |
| 11. | Cut Master C Shit (Interprété par 50 Cent)                                            | | 2:56  |
| 12. | Call Me (Interprété par 50 Cent et Tony Yayo)                                         | Call Me de Tweet | 3:03  |
| 13. | 50/Banks (Interprété par 50 Cent et Lloyd Banks)                                      | The Hood de Ruff Ryders, Drag-On et Infa-Red featuring Beanie Sigel, Mysonne et NuChild They Ain't Ready de Jadakiss featuring Timbaland et Bubba Sparxxx | 2:45  |
| 14. | Surrounded by Hoes (Interprété par 50 Cent)                                           | Round & Round de Hi-Tek featuring Jonell | 2:10  |
| 15. | G-Unit That's What's Up (Interprété par le G-Unit)                                    | | 4:13  |
| 16. | Bad News (Interprété par le G-Unit)                                                   | Feeling Good de Nina Simone | 4:33  |